# Гаазе, Герберт Юльевич
Ге́рберт Ю́льевич Га́азе (1896—1922) — участник Первой мировой и Гражданской войн, дважды Краснознамёнец (1922, 1922).

## Биография
Герберт Гаазе родился в 1896 (по другим данным — в 1897) году в Санкт-Петербурге.
В 1915 году он окончил Главное немецкое училище Святого Петра (Петришуле), после чего поступил в Петербургский университет. Не доучившись, в 1916 году Гаазе был призван на службу в царскую армию. Ускоренным курсом он окончил Павловское военное училище и, получив звание прапорщика, был направлен на фронт Первой мировой войны.
В 1918 году Гаазе пошёл на службу в Рабоче-крестьянскую Красную армию. Участвовал в боях на Восточном фронте против Русской армии Колчака, будучи командиром взвода, роты, батальона. За отличия в боях в 1919 году он был назначен командиром 127-го стрелкового полка 15-й стрелковой дивизии. Неоднократно отличался в боях.
7 августа 1920 года полк Гаазе штурмом взял Корсуньский монастырь на Днепре, выбив оттуда части Русской армии Врангеля. Приказом Революционного Военного Совета Республики № 213 от 18 октября 1922 года командир полка Герберт Гаазе был награждён первым орденом Красного Знамени РСФСР.
Позднее Гаазе был переведён в Среднюю Азию и назначен помощником командующего Бухарской группой войск. Активно участвовал в боях с басмаческими формированиями. 10-11 сентября 1922 года он участвовал в бою у кишлака Тихий Кулук под Бухарой. Приняв на себя руководство отрядом 31-й кавалерийской бригады, он повёл его на штурм. Басмачи были разгромлены, а советские части захватили значительные трофеи. В том бою Гаазе был убит. Похоронен в городе Каган (ныне — Узбекистан), на могиле Гаазе установлен обелиск.
Приказом Революционного Военного Совета Республики № 216 от 22 октября 1922 года Герберт Гаазе посмертно был награждён вторым орденом Красного Знамени РСФСР.